# Karolina Pilsova
Karolina Pilsova ou Karolina Olšarová est une joueuse d'échecs tchèque née le 28 juin 1993.
Au 1er avril 2023, elle est la 1re joueuse tchèque avec un classement Elo de 2 260 points.

## Biographie et carrière
Karolina Pilsova-Olšarová  est la sœur de Tereza Rodshtein-Olšarová, également joueuse d'échecs. Elle remporta le championnat de la République tchèque en 2011 et 2019.
Grand maître international féminin depuis 2018, Karolina Pilsova a représenté la République tchèque lors de cinq olympiades féminines en 2012, 2014, 2016, 2018 et 2022 : elle jouait au deuxième échiquier tchèque en 2014, comme remplaçante en 2012, au premier échiquier en 2018 et au troisième échiquier en 2016 et 2022.
Elle participa au championnat d'Europe d'échecs des nations en 2011, 2013, 2015 (au deuxième échiquier), 2017 (6/7 au troisième échiquier), 2019 (au deuxième échiquier) et 2021 (au premier échiquier).
En août 2022, elle finit 22e ex æquo du championnat d'Europe d'échecs individuel féminin disputé à Prague en République tchèque.